# Komsomolec (Tatarstan)
Komsomolec (ros. Комсомолец) – osiedle w Rosji, w Tatarstanie, w rejonie tukajewskim. W 2010 liczyło 879 mieszkańców.